# Giovanni Francesco Testa
Giovanni Francesco Testa (Parma, 26 dicembre 1506 – Parma, 10 gennaio 1590) è stato un architetto e intagliatore italiano.

## Biografia
Cominciò la sua attività come intagliatore. Nel 1531, assieme al fratello Pasquale, proseguì i lavori del coro ligneo di San Giovanni Evangelista, iniziati nel 1512 da Marcantonio Zucchi, e li terminò nel 1538.
Nel 1539 costruì il telaio in legno della cupola della chiesa della Steccata, dovuta ad Antonio da Sangallo. La stima di cui godeva presso i benedettini gli procurò anche l'incarico di intagliare il coro ligneo della chiesa di San Pietro a Modena (1537-1543).
Un documento del 1539 testimonia che a quella data egli era «ingegnere della Reparatione et fortificatione della città de Parma». Nel 1540, per volontà di papa Paolo III, fu affiancato in tale carica da Iacopo Meleghino, collaboratore di Antonio da Sangallo e suo successore nel 1546 nella carica di architetto delle mura di Borgo a Roma.
Continuò in perpetuo questa attività di ingegnere militare, anche se spesso in posizione subordinata. Nel 1557 si occupò delle fortificazioni di Poviglio, probabilmente sotto le direttive di Francesco Paciotto, e nel 1575 collaborò alla costruzione delle mura di Borgo San Donnino, progettate dallo stesso Paciotto. Dal 1559 lavorò alla fabbrica del Palazzo Farnese di Piacenza.
Dal 1562 diresse i lavori di costruzione del Palazzo del Giardino, voluto da Ottavio Farnese e progettato da Jacopo Barozzi detto il Vignola. Gli fu attribuita per un certo tempo la fontana del Palazzo del Giardino (non più esistente), ma oggi si ritiene che il suo progetto iniziale fu sostituito da quello di Giovanni Boscoli, chiamato a Parma dal duca Ottavio proprio per realizzare la monumentale fontana.
Altri suoi lavori a Parma comprendono l'oratorio delle Cappuccine (1561), il palazzo Tarasconi (terminato nel 1604) e alcune modifiche della facciata della chiesa dei Servi. Gli è attribuita anche la ristrutturazione dell'abside della chiesa di San Giovanni Evangelista (1587).